# Unione Sportiva Sanremese 1936-1937
Questa pagina raccoglie i dati riguardanti l'Unione Sportiva Sanremese  nelle competizioni ufficiali della stagione 1936-1937.

## Rosa
| N. |                      | Ruolo | Calciatore          |
| -- | -------------------- | ----- | ------------------- |
|    | Italia (bandiera)    | C     | Pio Roberto Alice   |
|    | Italia (bandiera)    |       | Orio Beccarini      |
|    | Argentina (bandiera) | C     | Domingo Bertolo     |
|    | Italia (bandiera)    | D     | Agostino Bertolotto |
|    | Italia (bandiera)    | A     | Giovanni Faccenda   |
|    | Italia (bandiera)    | A     | Giuseppe Ferrari    |
|    | Italia (bandiera)    | D     | Ernesto Finelli     |
|    | Italia (bandiera)    | A     | Mario Ghiglione     |
|    | Italia (bandiera)    | C     | Amilcare Gilardoni  |

| N. |                   | Ruolo | Calciatore        |
| -- | ----------------- | ----- | ----------------- |
|    | Italia (bandiera) | A     | Francesco Imberti |
|    | Italia (bandiera) | P     | Secondo Lanfranco |
|    | Italia (bandiera) | P     | Nello Lecci       |
|    | Italia (bandiera) | C     | Aurelio Marchese  |
|    | Italia (bandiera) |       | Romolo Mazzarella |
|    | Italia (bandiera) | D     | Enrico Sangalli   |
|    | Italia (bandiera) | C     | Lorenzo Ruffini   |
|    | Italia (bandiera) | C     | Cesare Testera    |